# Rupert-Neß-Gymnasium Wangen
Das Rupert-Neß-Gymnasium (kurz RNG) ist das einzige allgemeinbildende Gymnasium in Wangen im Allgäu.

## Namensgeber: Rupert Neß
Der geborene Wangener Rupert (geborener Johannes Chrysostomus) Neß war der 52. Abt des Klosters Ottobeuren.

## Geschichte

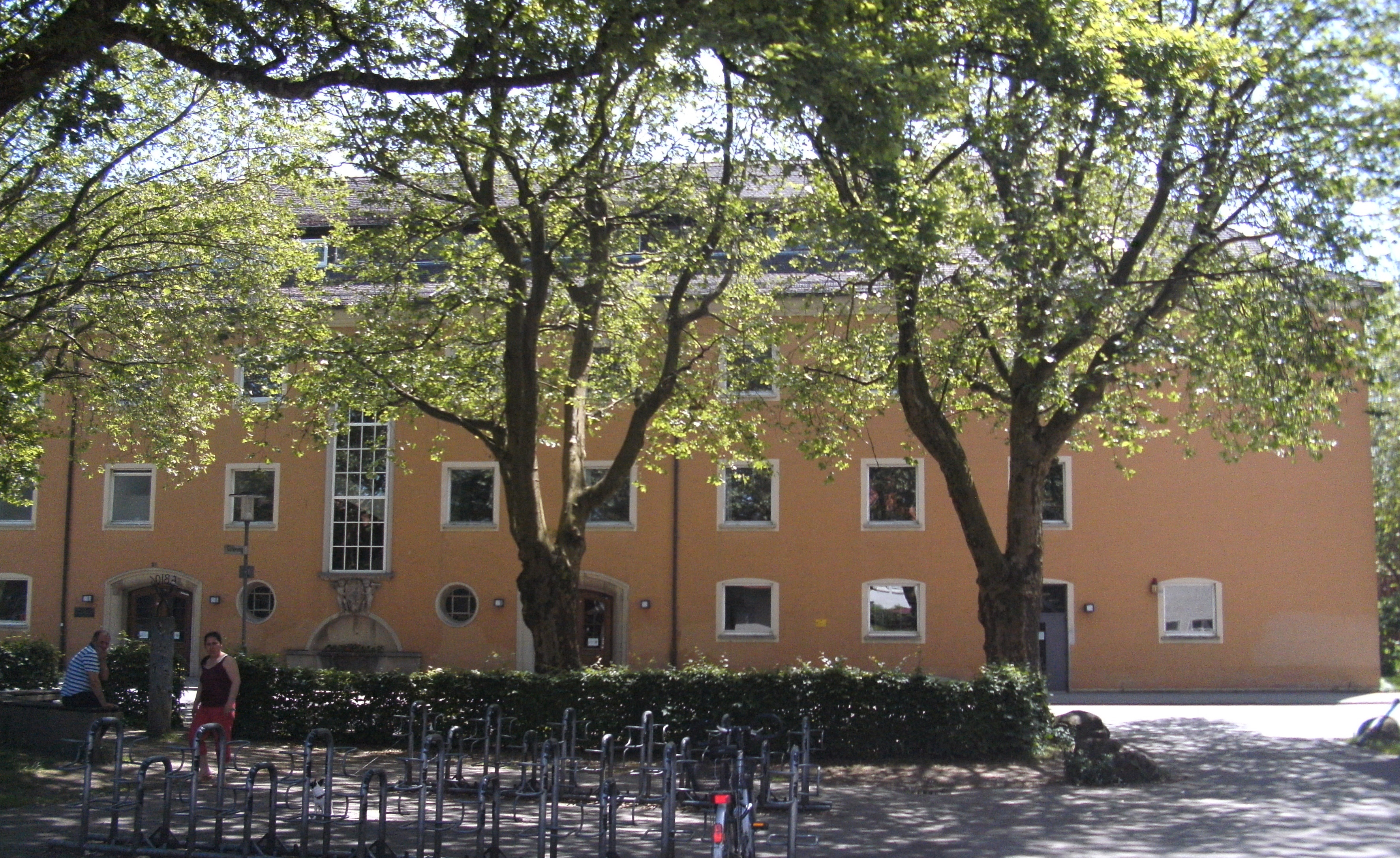
A-Bau, auch Altbau genannt

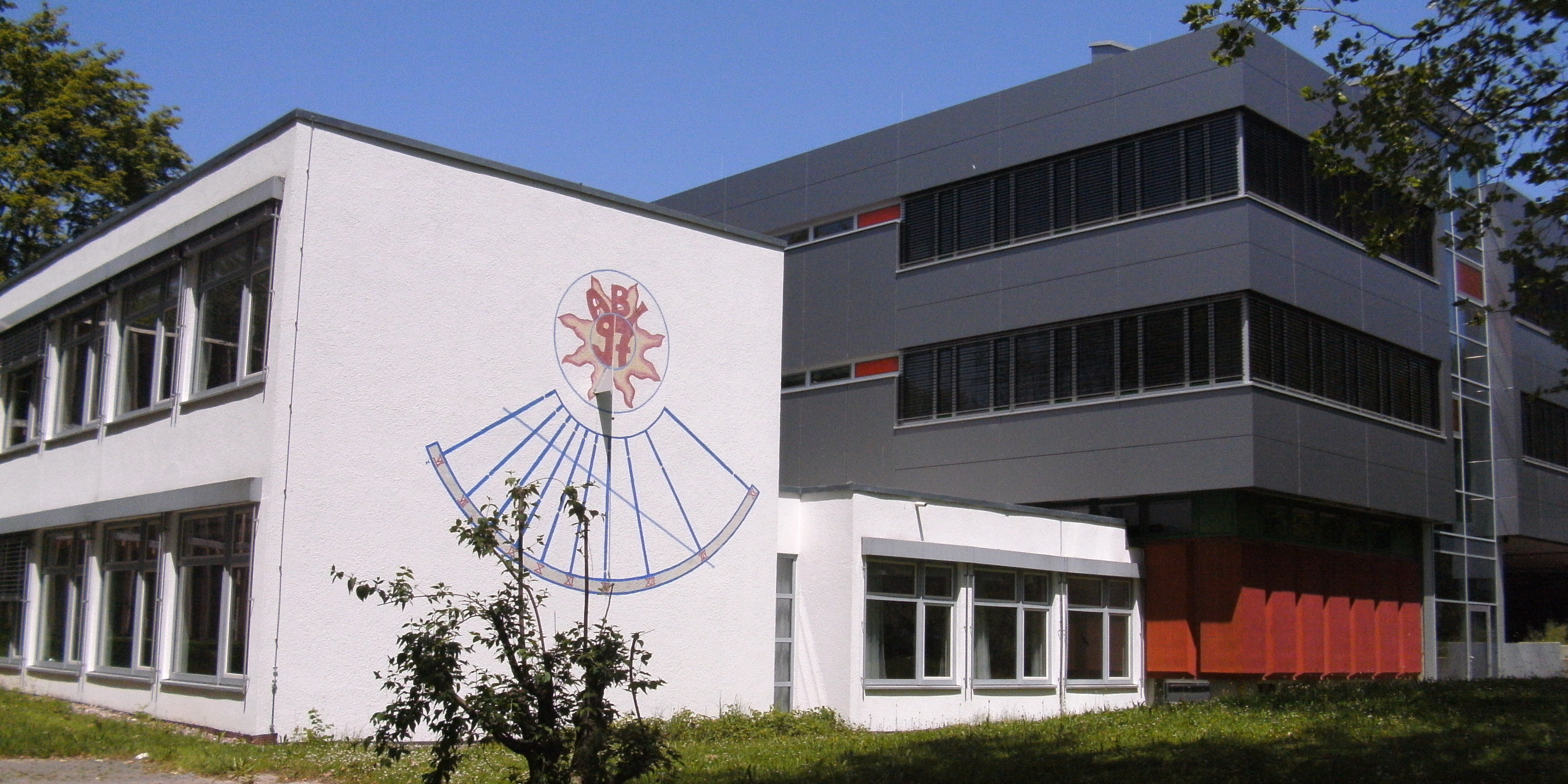
D-Bau

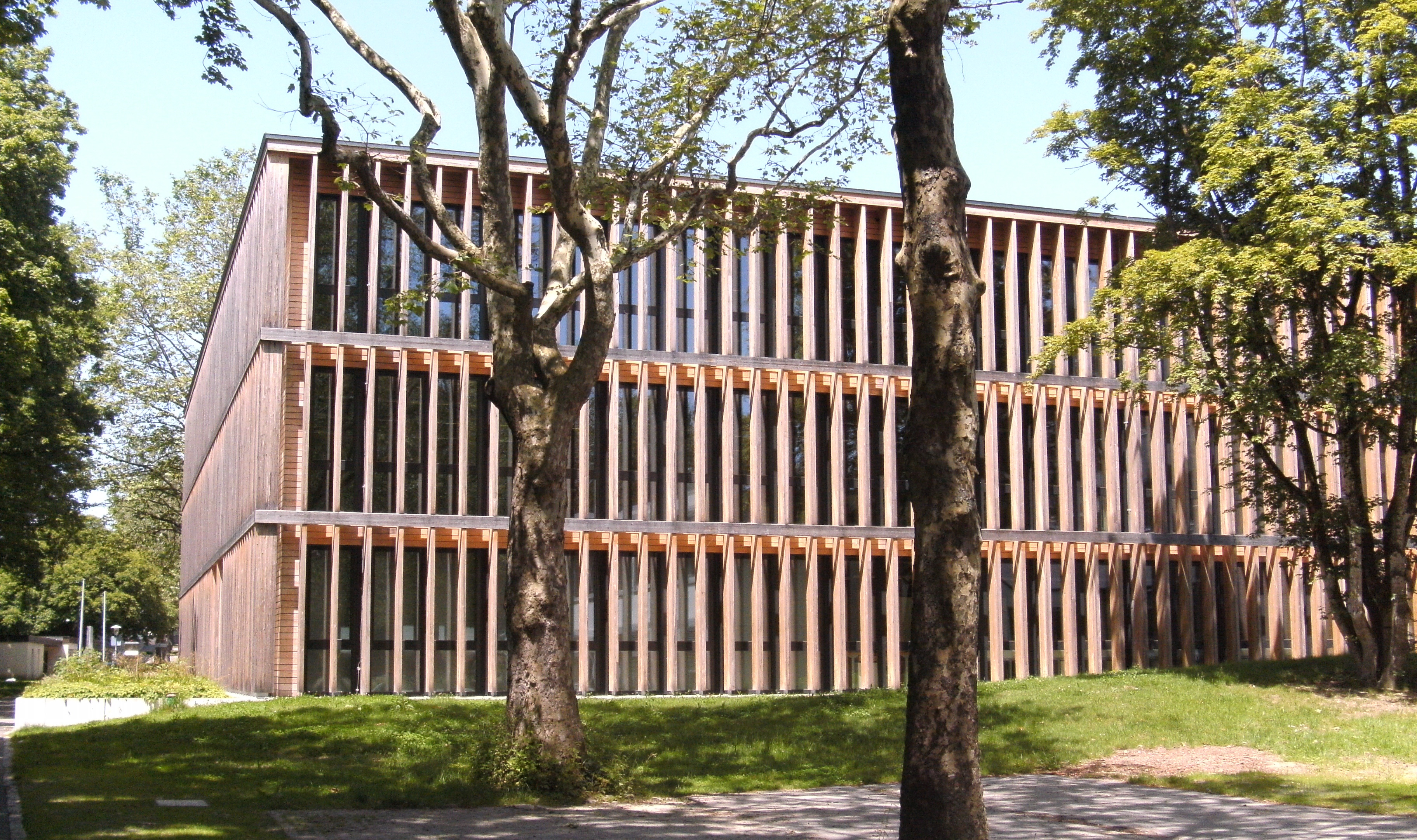
C-Bau, auch Neubau genannt

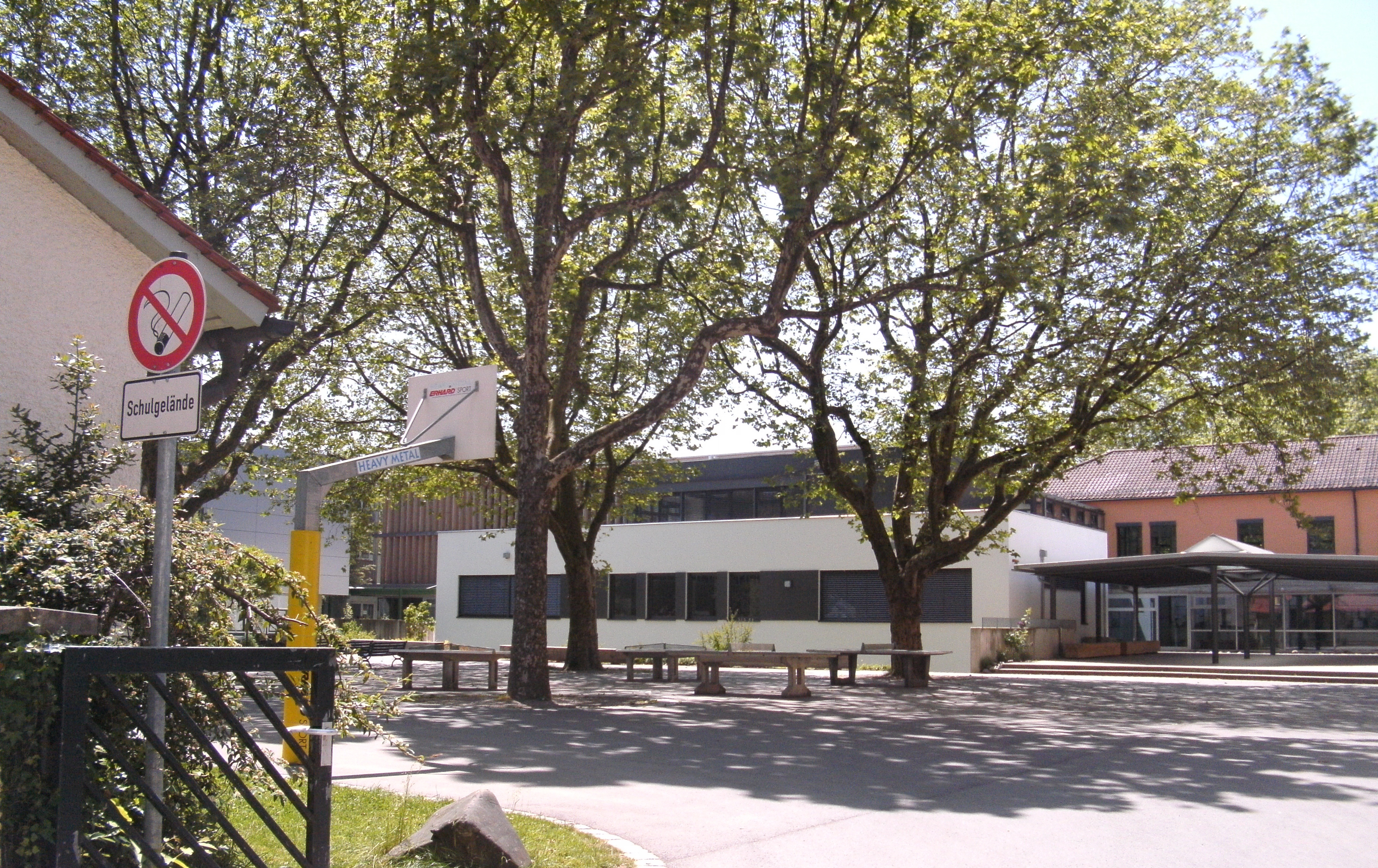
Pausenhof

Eine erste Lateinschule in Wangen, auf die das Rupert-Neß-Gymnasium zurückgeht, wurde 1329 erstmals urkundlich erwähnt. Ab dem 16. Jahrhundert ist auch eine „deutsche Grundschule“ für jüngere Knaben belegt, ab circa 1675 gab es auch eine solche für Mädchen, welche in der Regel danach keine Lateinschule besuchten. Am Anfang des 17. Jahrhunderts wurde der Schulunterricht den Jesuitengymnasien angeglichen, jedoch wurde nur die erste Stufe (Grammatik) derer unterrichtet. Im 18. Jahrhundert gingen durchschnittlich 70 Jungen in die „deutsche Grundschule“, in die Mädchenschule nur geringfügig weniger. An der Lateinschule gab es lange Zeit nur eine Klasse von 20 bis 40 Schülern. 1714 wollte der heutige Namensgeber Rupert Neß, Abt des Reichsstifts Ottobeuren, ein voll ausgebautes Gymnasium einrichten; dies scheiterte jedoch an der ablehnenden Bürgerschaft Wangens, wohl vor einer allzu großen finanziellen Belastung Angst habend. 1845 wurde die Einrichtung eines „Realschulzweigs“, in dem Fächer wie Physik und geometrisches Zeichnen Einzug hielten, genehmigt. Beide Schulzüge hatten zunächst jeweils nur eine Klasse. Die Realschule wuchs danach schnell, sodass dort zuerst mehrere Klassen eingerichtet wurden. 1928 zog die Schule in das heutige Hauptgebäude, den „Altbau“, um. In der Zeit des Nationalsozialismus wurde die Schule zur Vollanstalt, sodass 1940 der erste Abiturjahrgang (nach acht Jahren Gymnasialzeit) verabschiedet wurde. Im Oktober 1945 wurde nach dem Zweiten Weltkrieg der Schulunterricht wiederaufgenommen. Ab 1949 ist eine neunjährige Gymnasialzeit belegt. Seit 1958 wurde das Hauptgebäude mehrmals erweitert. 1961 wurde eine separate Realschule eingerichtet. 1975 wurde der Schule schließlich der Name „Rupert-Neß-Gymnasium“ gegeben. Dieser Name setzte sich gegen Spiegler-, Eichendorff- und Stauffenberggymnasium durch.

## Fächerwahl/Profile
Ab der sechsten Klasse haben die Schüler als zweite Fremdsprache Französisch oder Latein.
Ab der achten Klasse gibt es verschiedene Profile: ein musisches (Musik als vierstündig unterrichtetes Hauptfach), ein naturwissenschaftliches (Naturwissenschaft und Technik als vierstündig unterrichtetes Hauptfach) und ein sprachliches (seit 2018 Spanisch (davor Französisch) als vierstündig unterrichtetes Hauptfach). Um das Musik-Profil zu wählen, muss ab der 5. Klasse das Musikvorprofil besucht werden, welches in den Klassen 5, 6 und 7 jeweils eine weitere Musikstunde pro Woche umfasst.

## Austauschprogramme
Das Rupert-Neß-Gymnasium unterhält diverse Austauschprogramme in Europa und Afrika. Es gibt jeweils einmal jährlich einen Austausch nach La Garenne-Colombes (Frankreich), Prato (Italien), zum Collège Claudie Haigneré (Rochefort-du-Gard, Frankreich), zur Deutschen Internationalen Schule Johannesburg (Johannesburg, Südafrika) und zur Loreto High School Beaufort (Dublin, Irland).

## Persönlichkeiten

### Bekannte Lehrer
- Klaus Reiners (* 1934), Kirchenmusiker

### Bekannte Schüler
- Walter Kasper (* 1933), emeritierter Kurienkardinal
- Inge Kirsner (* 1963), evangelische Theologin, Abitur 1983
- Matthäus Karrer (* 1968), Weihbischof
- Christoph Krönke (* 1983), Rechtswissenschaftler und Professor an der Universität Bayreuth, Abitur 2002